# Shut 'Em Down
Shut 'Em Down es también el título de una canción de Public Enemy, publicada en 1991 en su disco Apocalypse '91...The Enemy Strikes Black y remezclada para su álbum de 2002 Revolverlution..
Shut 'Em Down es el tercer álbum del grupo de rap Onyx, editado en 1998.

## Lista de canciones
1. "It Was Onyx (Skit)" - 0:48
2. "Raze It Up" - 4:00
3. "Street Nigguz" - 4:54
4. "Shut 'Em Down" feat DMX (rapero) - 3:58
5. "Broke Willies" - 3:49
6. "For Nothin' (Skit)" - 0:18
7. "Rob and Vic" - 4:54
8. "Face Down" - 4:40
9. "Cops (Skit)" - 0:51
10. "Conspiracy" - 4:31
11. "Black Dust" - 3:54
12. "One Nation (Skit)" - 0:37
13. "React" feat 50 cent - 4:09
14. "Veronica" - 4:29
15. "Fuck That" - 4:58
16. "Ghetto Starz" - 3:34
17. "Take That" - 1:27
18. "The Worst / Overshine" - 10:41
19. "Shut 'Em Down (Remix)" - 4:14

- Datos: Q1933266